# 卡琳·奥伯霍费尔
卡琳·奥伯霍费尔（德語：Karin Oberhofer，1985年11月3日—），意大利女子冬季两项运动员。她曾代表意大利参加2010年和2014年冬季奥林匹克运动会冬季两项比赛，其中2014年奥运会获得一枚铜牌。